# Domagoj Abramovic
Domagoj Abramović (Zagreb, Croacia, 4 de enero de 1981), futbolista croata. Juega de delantero y su actual equipo es el Pierikos de la Beta Ethniki de Grecia. 

## Selección nacional
Ha sido internacional con la Selección de fútbol de Croacia Sub-21.

## Clubes
| Club                 | País                 | Año       |
| -------------------- | -------------------- | --------- |
| Dinamo de Zagreb     | Croacia              | 1998-2001 |
| NK Croatia Sesvete   | Croacia              | 2001-2002 |
| Dinamo de Zagreb     | Croacia              | 2002      |
| HNK Cibalia          | Croacia              | 2003-2007 |
| NK Široki Brijeg     | Bosnia y Herzegovina | 2003-2007 |
| NK Lokomotiva Zagreb | Croacia              | 2007-2008 |
| Inter Turku          | Finlandia            | 2008      |
| Thrasyvoulos Fylis   | Grecia               | 2009      |
| Olympiakos Volou     | Grecia               | 2009-2010 |
| OFI Creta            | Grecia               | 2010      |
| Pierikos             | Grecia               | 2010-     |